# بطولة الأندية الأوقيانية 2001
بطولة الأندية الأوقيانية 2001 (بالإنجليزية: 2001 Oceania Club Championships)‏ هو الموسم الثالث من دوري أبطال أوقيانوسيا. شارك فيه 11 فريقاً، وفاز باللقب وولونغونغ وولفز الأسترالي على حساب تافيا الفانواتي بنتيجة 1-0 في نهائي البطولة.